# Konstal 13N
13N ist die Typenbezeichnung für den ersten Großraumwagen des polnischen Herstellers Konstal. Sowohl technisch als auch wagenbaulich orientierten sich die Fahrzeuge stark am tschechoslowakischen Großraumwagen des Typs T1, dessen Serienproduktion sieben Jahre zuvor ČKD Tatra angelaufen war. 
Die Wagen entstanden fast ausschließlich für die Straßenbahn Warschau, an die von 1959 bis 1969 insgesamt 832 geliefert wurden. Vier Wagen kamen jedoch bei der Straßenbahn im oberschlesischen Industriegebiet zum Einsatz.

## Geschichte

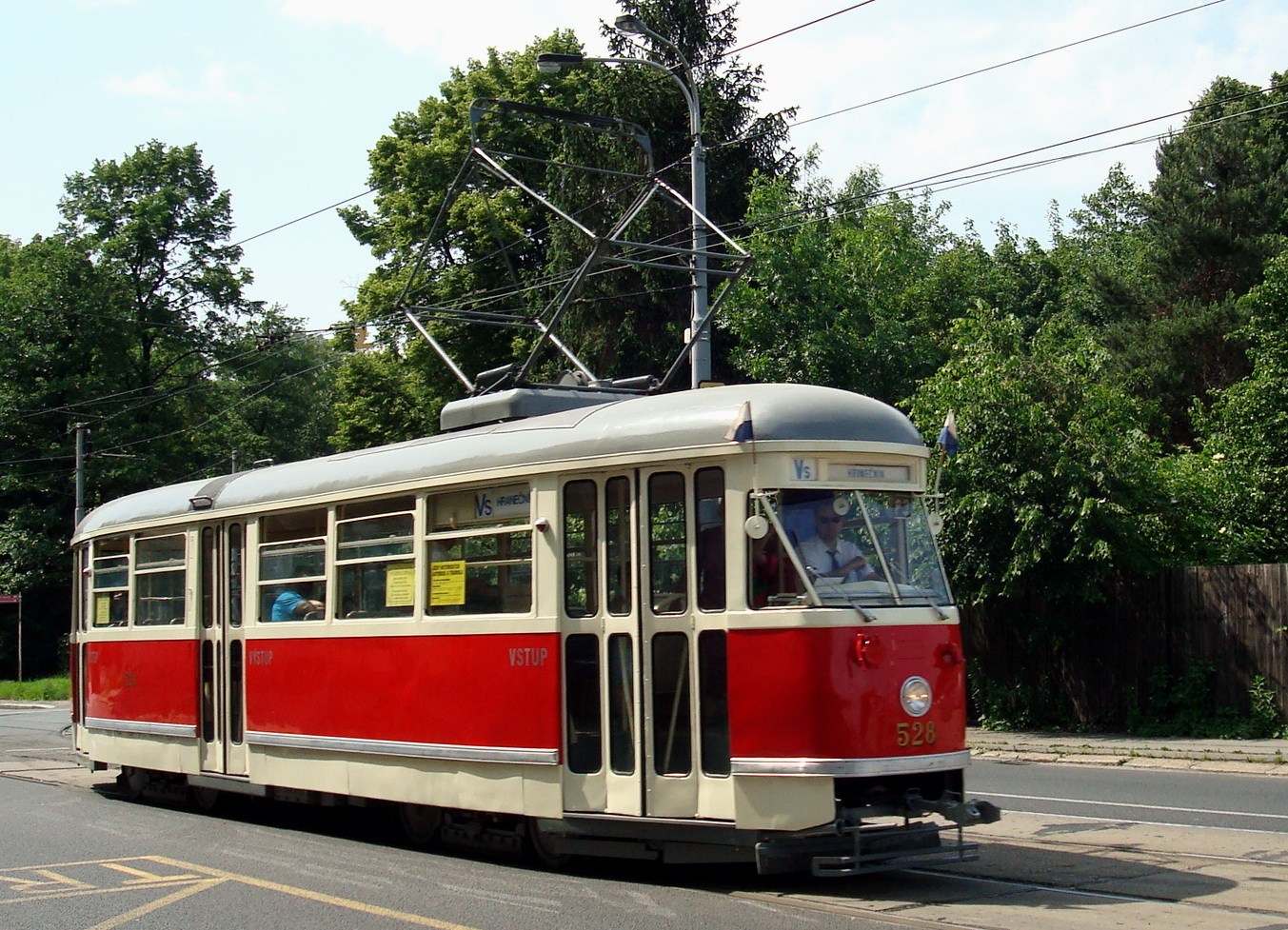
Der Tatra T1 war das Vorbild des Typs 13N

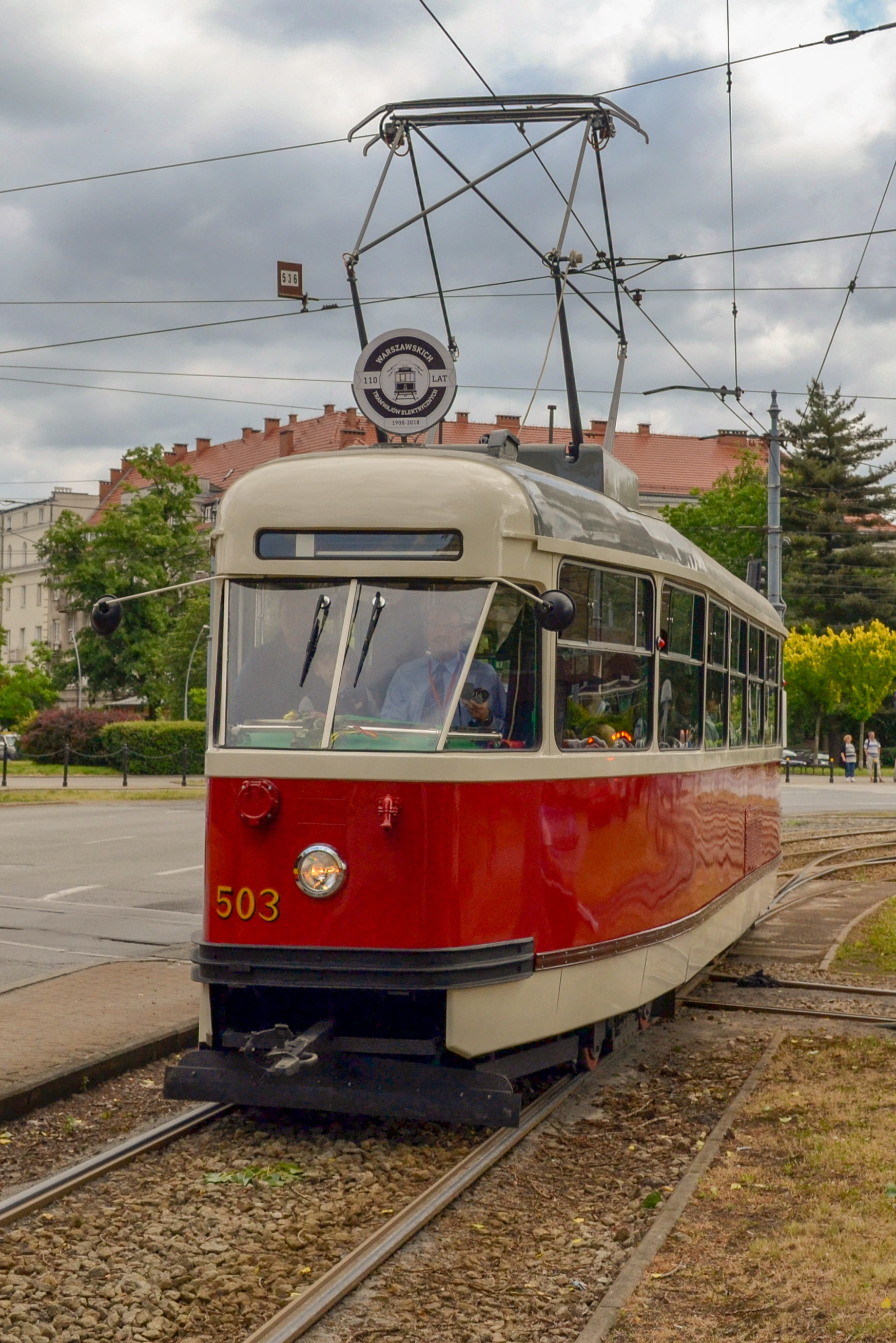
Erster Prototyp des 13N-Typs in Warschau

Nach dem Ende des Zweiten Weltkriegs forderten die polnischen Straßenbahnbetriebe eine Modernisierung und den Wiederaufbau ihrer Wagenparks. Infolgedessen wurde in kurzer Zeit die Herstellung von vereinfachten zweiachsigen Straßenbahnwagen der Typen N und 4N aufgenommen, dabei handelte es sich dabei um Kopien des deutschen Kriegsstraßenbahnwagens. 1948 begann der polnische Verband der Verkehrsbetriebe mit der Entwicklung eines polnischen Großraumwagens. Konzeptuell sollte er auf gebrauchten PCC-Lizenzwagen aus Schweden basieren. Diese Idee scheiterte jedoch aus politischen Gründen.
1955 kaufte Warschau zwei Straßenbahnwagen des Typs T1 von den tschechoslowakischen ČKD Tatra-Werken, um einige der Konstruktionslösungen zu kopieren. Es wurden Entwürfe für die Straßenbahnwagen 11N und 12N erstellt. Der Typ 11N war für Warschau vorgesehen, während der 12N eine vereinfachte Version für andere polnische Städte sein sollte. Der Bau von Prototypen war nicht möglich, da die polnische elektrotechnische Industrie damals nicht in der Lage war, moderne elektrische Ausrüstungen herzustellen, und ČKD nicht bereit war, die Ausrüstung der T1-Straßenbahnwagen zu verkaufen.
Im Jahr 1957 wurden schließlich 25 elektrische Ausrüstungen von der belgischen Firma ACEC gekauft, und Konstal entwickelte den Entwurf des Straßenbahnwagens 13N. Im selben Jahr entstand der erste Prototyp mit Nummer 503.

## Technik

### Wagenkasten
Beim 13N handelt es sich um einen vierachsigen Einrichtungs-Großraumwagen mit zwei Drehgestellen. Der Wagenkasten ist eine geschweißte Stahlkonstruktion. Er verfügt über drei vierteilige Falttüren, von denen die mittlere schmäler als die Vordertür und Hintertür konzipiert sind. Die Fenster sind geteilt, der obere Teil ist als Schiebefenster ausgeführt. 

### Antrieb
Jede Achse der Triebdrehgestelle wird von je einem 41,5 kW leistenden Gleichstrommotor des Typs Dolmel LTa-220 angetrieben. Die Stromzufuhr erfolgt über einen auf dem vorderen Wagenteil montierten Scherenstromabnehmer (später installierte man polnische Zweiholmstromabnehmer des Typs OTK-1). Die elektrische Ausrüstung ist für eine Fahrdrahtspannung von 600 Volt Gleichstrom ausgelegt und wurde anfänglich von ACEC zugeliefert. Später hergestellte Wagen rüstete Konstal schon mit polnischer Ausrüstung von Woltan aus. Die Fahrzeuge sind mit elektromagnetische, elektrodynamische und Felgenbremse ausgestattet. Zur Kupplung mit anderen Wagen desselben Typs dienen Albertkupplungen und Steckdosen der Mehrfachtraktionsteuerung. Die Wagen haben nur einen Frontscheinwerfer.

### Innenraum

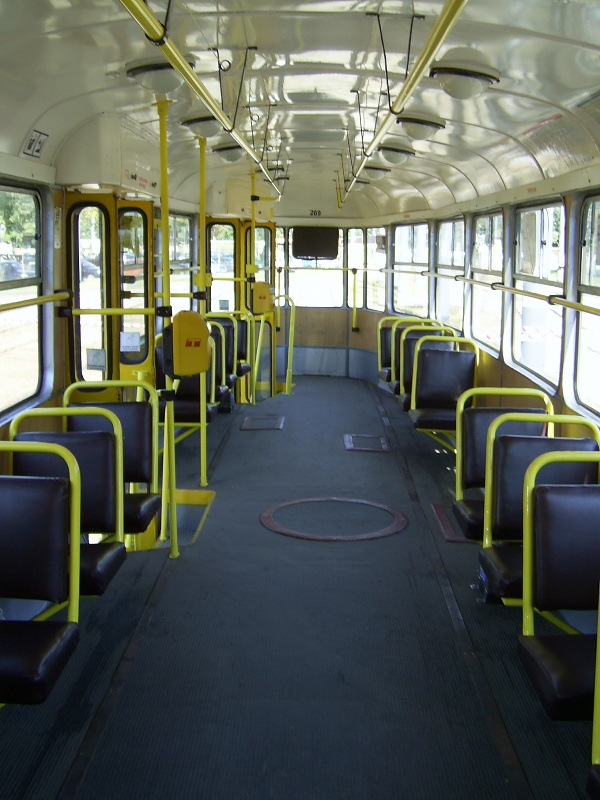
Innenraum

Der Innenraum weist eine 1+1-Reihenbestuhlung mit Stahlrohrstühlen und gepolsterten Sitzflächen sowie Rückenlehnen auf. Der Fahrgastraum wird durch in Reihe geschaltete Lampen beleuchtet. Außerdem besaßen die Wagen einen Schaffnersitz, der nach Einführung des Einmannbetriebs entfernt wurde.

## Typen
Neben dem Grundtyp wurden drei Modifikationen hergestellt.

### 13NS
Version des 13N mit Schützensteuerung. Insgesamt wurden in den Jahren 1967–1968 sechs Züge bestehend aus Triebwagen und Beiwagen (mit der Bezeichnung 13NSD) gebaut, von denen drei Züge in Konstal komplett neu hergestellt wurden.

### 14N/14ND
Der Typ 14N sollte eine vereinfachte Version des Typs 13N sein, die für andere polnische Straßenbahnbetriebe entwickelt wurde. Es entstanden zwei Prototypen von Triebwagen und ein Prototyp des Beiwagens, die Serienherstellung konnte jedoch aufgrund von Ausfällen der elektrischen Ausrüstung nicht aufgenommen werden.

### 15N
Prototyp des ersten polnischen Gelenktriebwagens. Er entstand 1963 aus den Wagenkästen von zwei 13N. Nach zwei Jahren begann die Serienproduktion der 102N-Straßenbahn auf der Grundlage erprobter technischer Lösungen.

## Modernisierungen

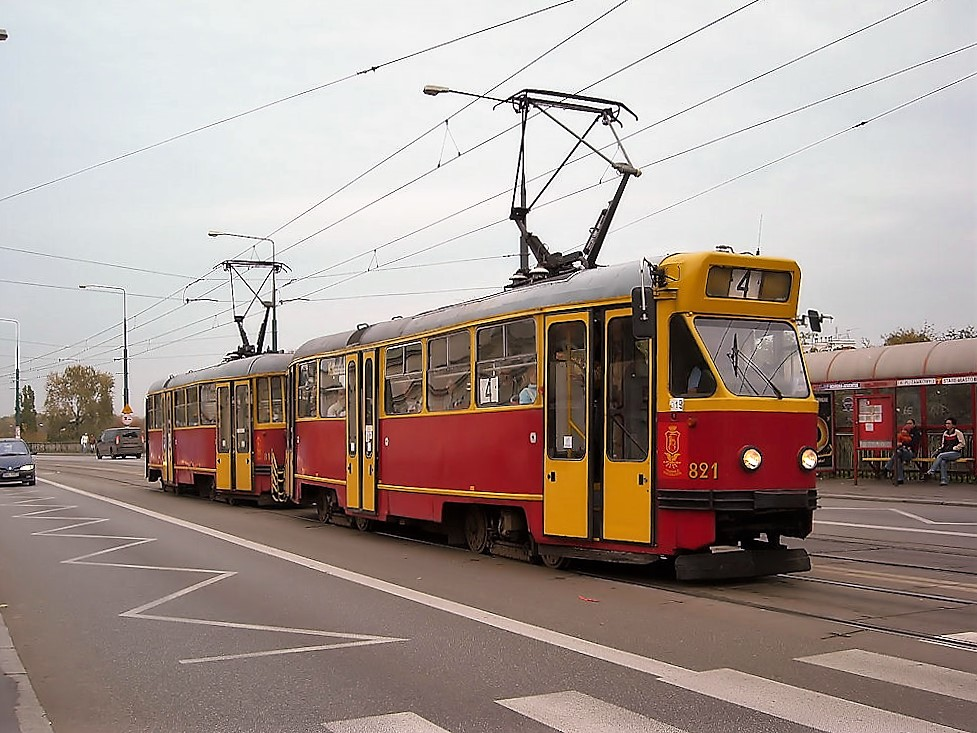
Modernisierter Triebwagen Nr. 821 mit Beitriebwagen Nr. 818 in Warschau

Straßenbahnwagen des Typs 13N wurden seit ihrer Einführung größeren oder kleineren Modernisierungen unterzogen. Bemerkenswert ist die Modernisierung des Zuges 821+818 im Jahr 1994. Die beiden Wagen erhielten Außenschwenktüren, digitale Anzeigen, neue Scheinwerfer und Einholmstromabnehmer. Im Innenraum ersetzte man die Glühlampen mit Leuchtstoffröhren. Der zweite Wagen des Zuges wurde zu einem geführten Triebwagen umgebaut und die ursprüngliche Vorderseite wurde durch die Rückseite eines anderen verschrotteten Wagens ersetzt. Diese Art der Modernisierung wurde als 13N mod. bezeichnet. Aufgrund der hohen Kosten wurden keine weiteren Straßenbahnwagen des Typs 13N derart umfangreich modernisiert.

## Einsatz und Ausmusterung

### Oberschlesisches Industriegebiet
Das Netz des Oberschlesischen Industriegebietes erhielt 1962 vier Fahrzeuge des Typs 13N. Sie waren bis 1982 im Einsatz. Drei Wagen dienten später als Arbeitswagen (Tw 306 – Fahrschule, Tw 61R – Turmwagen, Tw 107R – Kranwagen). Bis heute ist nur Tw 61R erhalten geblieben, der Wagen befindet sich jedoch in einem desolaten Zustand.

### Warschau
Die Triebwagen wurden zwischen den Jahren 1959 und 1969 an Warschau ausgeliefert. In der Hauptstadt Polens kamen die Fahrzeuge in verschiedenen Kombinationen zum Einsatz: als Solowagen, als Doppeltraktion (Tw+Tw), sowie Großzug (Tw+Tw+Tw). Mit der Anlieferung des Typs 105Na wurden die Fahrzeuge seit 1984 schrittweise ausgemustert. Wagen der Bauart 13N waren bis Dezember 2012 im Liniendienst im Einsatz, sie wurden am 31. Dezember 2012 feierlich aus dem Dienst verabschiedet.

## Verbleib

### Museumswagen

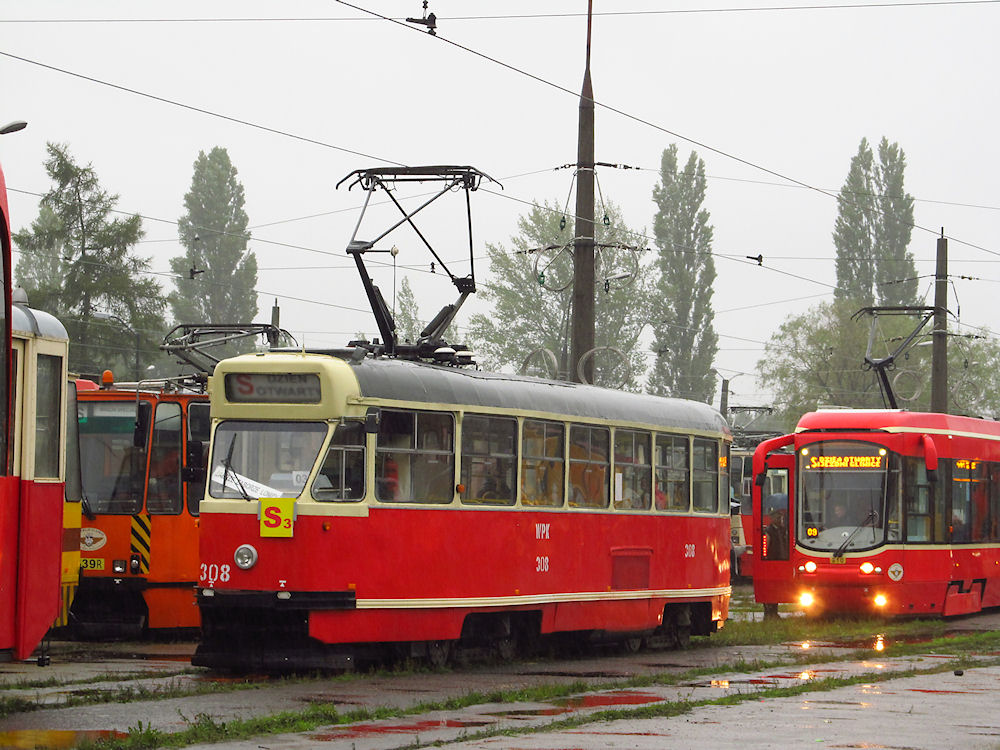
13N-Museumswagen in Chorzów

In Warschau sind fünf Wagen betriebsfähig erhalten und im historischen Fahrbetrieb eingesetzt. Dazu gehört der erste 13N-Prototyp Nr. 503, dessen ursprüngliches Aussehen wiederherstellt wurde.
Triebwagen 115 gelangte 1998 in den historischen Bestand in Posen (im Gegenzug übergab Posen einen Straßenbahnwagen des Typs 102Na an Warschau). Im März 2008 wurde es aufgrund seines schlechten technischen Zustands abgestellt und 2010 als Ausbildungsstätte an die Landesfeuerwehr-Aspirantenschule übergeben.
Triebwagen 366 wurde 2013 dem Straßenbahnsystem des Oberschlesischen Industriegebietes verkauft.